# アダム・ジョーンズ
アダム・ラ・マーキー・ジョーンズ（Adam La Marque Jones, 1985年8月1日 - ）は、アメリカ合衆国カリフォルニア州サンディエゴ出身の元プロ野球選手（外野手）。愛称は「パッポ（Pappo）」、「ジョンジー」。
2008年（当時23歳）にMLBのボルチモア・オリオールズのセンター（中堅手）のレギュラーを掴み、同年より12年連続で規定打席に到達。7年連続25本塁打以上（2011年 - 2017年）。4度のゴールドグラブ賞。5度のMLBオールスターゲーム選出の実績を持つ。MLBで、2019年まで11年連続15本塁打以上を記録していた。2020年、2021年と日本のNPB・オリックス・バファローズにてプレー。

## 経歴

### プロ入りとマリナーズ時代
2003年のMLBドラフト1巡目追補（全体37位）でシアトル・マリナーズから指名され、プロ入り。投手としての期待も受けていたが、入団後は遊撃手としてプレーした。
2005年にキューバから亡命していたユニエスキー・ベタンコートが入団すると、外野手に転向した。
トッププロスペクトとして2006年7月12日にメジャー初昇格し、14日のテキサス・レンジャーズ戦でメジャーデビューを果たした。同年は32試合に出場し、初安打や初本塁打、初打点を記録。
2007年は41試合に出場した。

### オリオールズ時代
2008年2月8日にエリック・ベダードとのトレードで、ジョージ・シェリル、クリス・ティルマン、トニー・バトラー、キャム・ミコライオと共にボルチモア・オリオールズへ移籍した。オリオールズのセンター（中堅手）のレギュラーを掴み、132試合に出場。初の規定打席到達を果たす。
2009年は自身初めてMLBオールスターゲームに選出された。守備では全てセンターのポジションに就き、9補殺を記録。オフには自身初めてゴールドグラブ賞を受賞した。
2012年5月26日に、総額8550万ドル、出来高600万ドルと当時の球団最高額で2018年までの6年契約を結んだ。シーズンでは3年ぶり2度目となるオールスターゲームに選出された。最終的に全162試合に出場を果たし、打率.287を記録し、自己最多の39二塁打、初の30発の大台超えとなる32本塁打を放つ。自己初の100得点越えの103得点に82打点、自己最多16盗塁を記録した。オフには3年ぶりのゴールドグラブ賞も受賞したが、守備防御点（DRS）が全中堅手で最低の-16だったため物議を醸した。
2013年はシーズン開幕前の3月に第3回ワールド・ベースボール・クラシック(WBC)のアメリカ合衆国代表に初選出されプレー。シーズンではオールスターゲームにも2年連続3度目の選出を果たした。最終的に自身初の100打点超えを記録した。オフにはシルバースラッガー賞（外野手部門）、2年連続（3度目）のゴールドグラブ賞（中堅手）を受賞した。
2014年は年連続150試合出場となる159試合に出場。3年連続4度目のゴールドグラブ賞に輝いた。

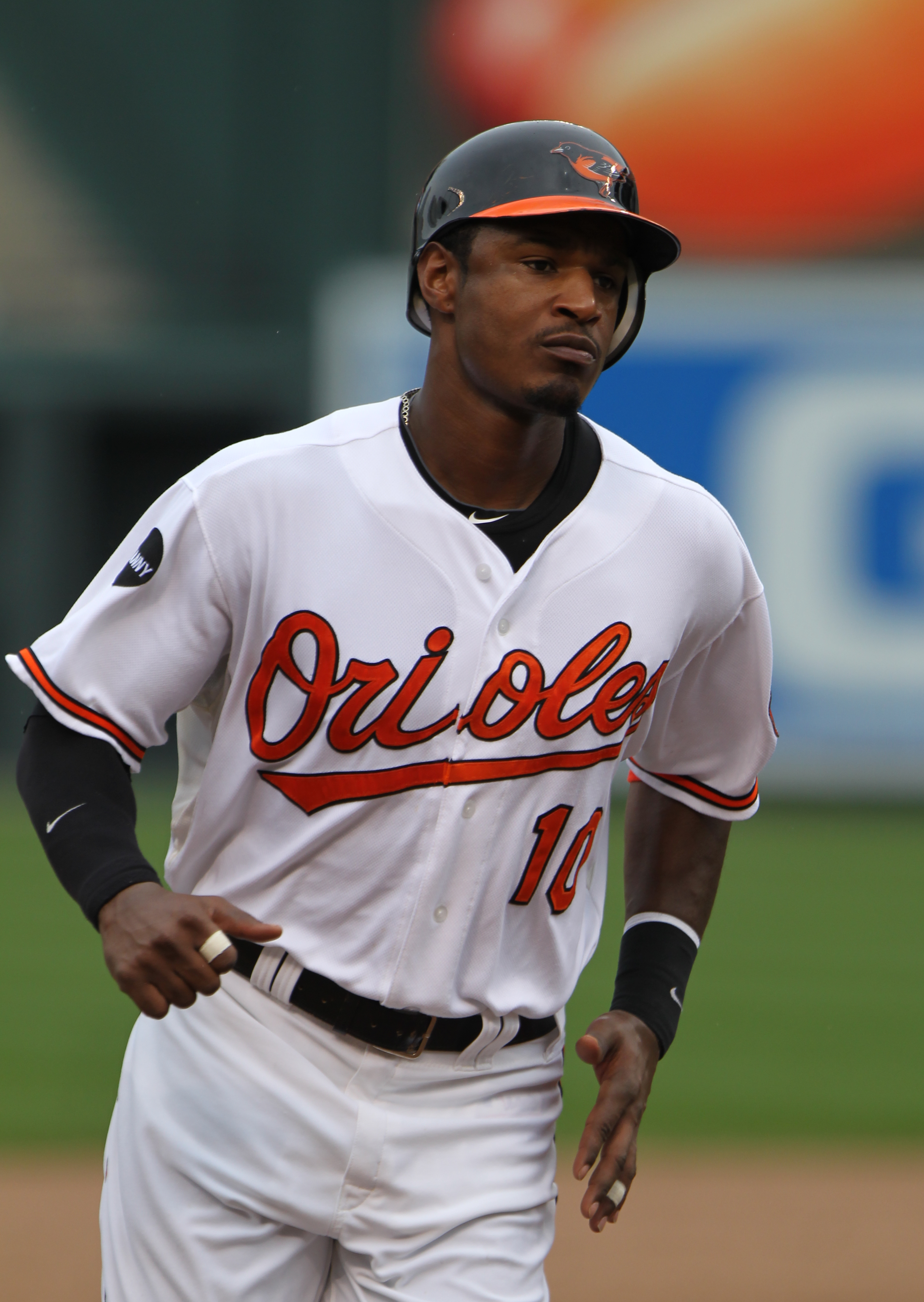
ボルチモア・オリオールズ時代
（2011年）

また、11月に開催された日米野球2014のMLB選抜に選出されてポスターにも登場していたが、大会直前に「先約」を理由として急遽参加を辞退するなど、ぎりぎりまで選手の人数が集まらなかった同大会を象徴することになった。
2015年月21日のトロント・ブルージェイズ戦では、ホセ・バティスタが本塁打の後にバットを投げた行為がMLBの舞台ではふさわしくないとして攻守交代の際に口論となった。
2016年は、通算200本塁打を達成し、152試合の出場で29本塁打、83打点を記録。オフの11月20日に第4回WBCのアメリカ合衆国代表への参加の意思を表明し、12月5日に選出され、2大会連続2度目の選出を果たした。
2017年はシーズン開幕前に第4回WBCに参加。3月22日の決勝プエルトリコ戦に勝利し、アメリカ合衆国代表初の優勝を経験した。シーズンでは5月1日からのボストン・レッドソックス戦で相手ファンから人種差別的発言を受けたことで話題となり、問題解決後、バッターボックスに立つと観客から拍手を受ける光景があった。同3日には審判にストライク判定について抗議して、自身初の退場処分を受けた。5月21日のブルージェイズ戦でチームの本拠地、オリオール・パークでの通算124号本塁打を放ち、ラファエル・パルメイロを抜き同球場における本塁打の歴代最多記録を更新。同球場の本塁打数と打点数の記録保持者となっている。さらに、31日のニューヨーク・ヤンキース戦で8回に通算1500安打を達成した。8月28日には通算250本塁打に到達。最終成績は147試合に出場し、10年連続規定打席到達を果たした。
2018年はオリオールズ移籍後は10年間全てセンターのポジションを任されていたが、初めてライト（33試合）やレフト（2試合）の守りに就いた。オフの10月29日にFAとなった。

### ダイヤモンドバックス時代
2019年3月11日にアリゾナ・ダイヤモンドバックスと1年300万ドルの契約を結んだ。

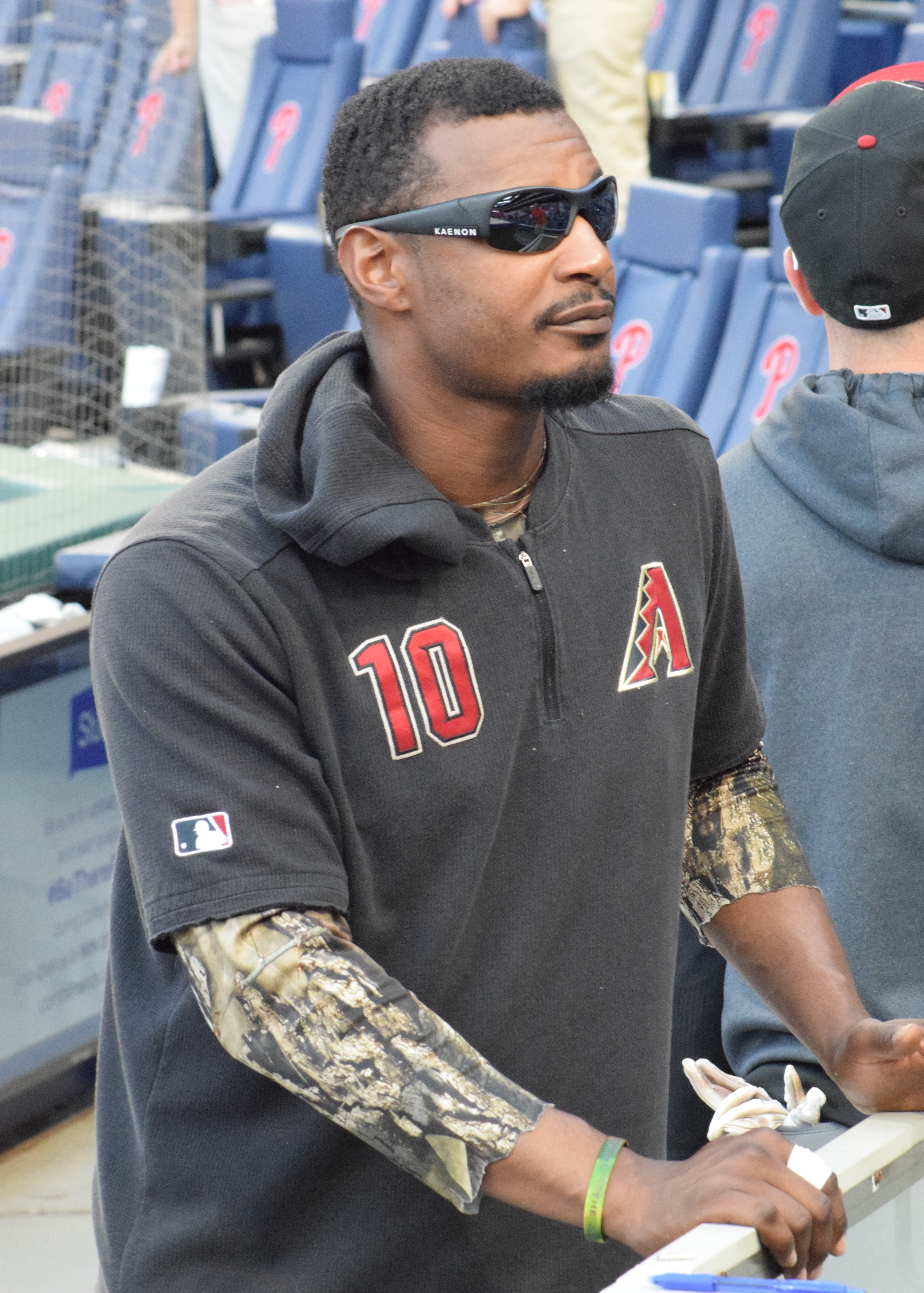
2019年6月11日

同年は主に右翼手として起用され137試合に出場し、打率.260、16本塁打、67打点だった。オフの10月31日にFAとなった。

### オリックス時代

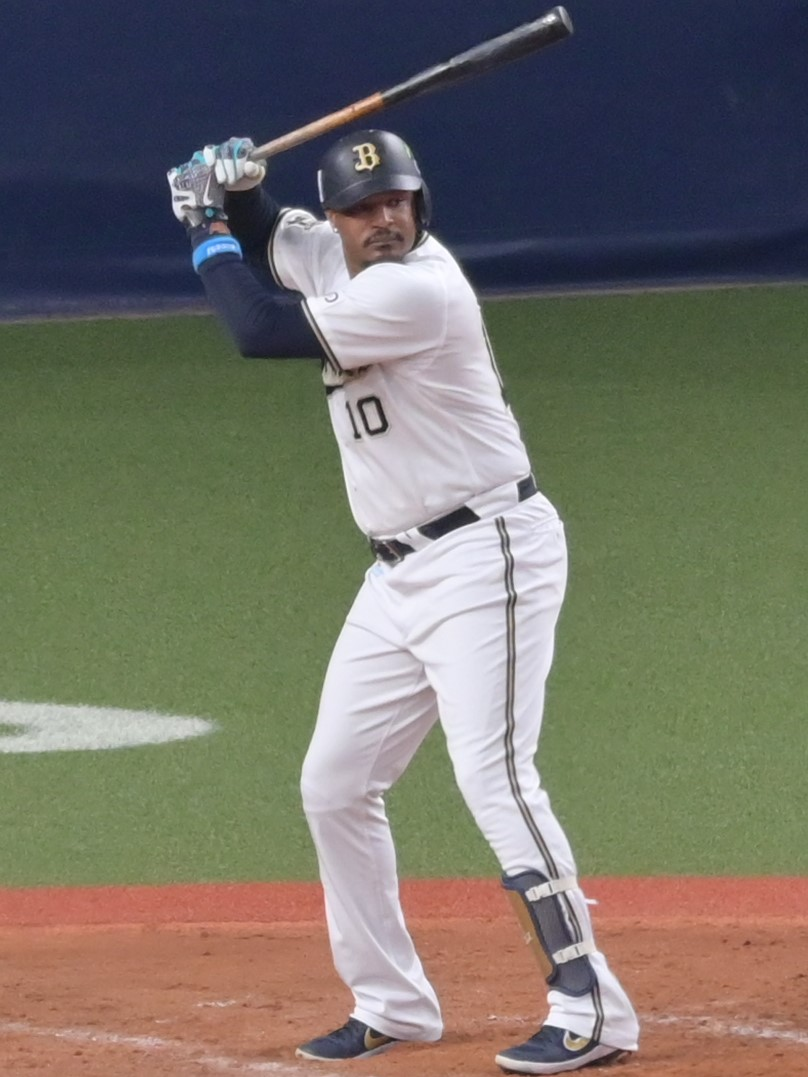
オリックス・バファローズ時代
（2021年11月20日、京セラドーム大阪にて）

2019年12月11日にオリックス・バファローズと正式契約したことが、同球団および自身のSNSにより発表された。契約内容は2年総額800万ドル＋出来高で、3年目は球団側に選択権がある。背番号はオリオールズ時代から使用している10で、同年まで使用していた大城滉二は背番号9へ変更となった。
2020年1月26日に関西国際空港到着の国際便で来日。空港の到着ロビーには、約300人のファン、テレビカメラ10台を含む約50人の報道陣が詰めかた。入団会見では「オリックスに全てを捧げたい」、前年最下位に沈んだチームへの入団にも「優勝というのは保証できない。保証できるのは、一生懸命やること、チームが勝てるようにプレーすること」「ソフトバンクが強いのは聞いている。一生懸命に勝ちを求めて、その日の試合を大事にする」と決意表明した。シーズンは3月20日に開幕予定だったが、新型コロナウイルス感染症の影響で開幕が延期。6月19日にシーズンが開幕し、6月20日の東北楽天ゴールデンイーグルス戦でNPB初安打を記録した。6月23日の千葉ロッテマリーンズ戦にてNPB初本塁打を記録。チームは成績不振により西村徳文監督が辞任したことで、中嶋聡監督代行が指揮を取ることとなり、その初陣となる8月21日の埼玉西武ライオンズ戦（京セラドーム大阪）で、6号本塁打を放ち、片腕を突き上げ「サイコー」と叫ぶパフォーマンスを行った。翌22日の同戦、両チーム無得点の4回一死一・三塁。先発内海哲也から、来日初の2試合連続となる先制3点本塁打となった。6回にも内海のカーブを左中間に運び、来日初となる2打席連続本塁打を放ち、前日から行っているホームランパフォーマンスも披露した。また、NPB/MLB通算安打数が2000安打に迫っていたこともあり、オリックス球団はADAMETER（アダメーター）というジョーンズの通算安打数を京セラドームの試合時、ジョーンズが安打を放つたびに表示していた。そして、9月10日の埼玉西武ライオンズ戦（メットライフドーム）にて、4打席目にセンターへ適時二塁打を放ち、NPB/MLB通算2000安打を達成した。2020年シーズンはコロナ禍の影響で120試合に短縮され、そのうちジョーンズは86試合に出場。338打席で打率.258、12本塁打、43打点、1盗塁という成績で来日1年目を終えた。
2021年は新型コロナウイルスの影響で入国が遅れる外国人選手が多い中、早期に来日し、開幕を一軍で迎えた。股関節の違和感やワクチン接種の副反応で戦列を離れた時期もあったが、代打で存在感を放ち、35度の代打機会で26打数11安打（打率.423）、9四死球で出塁率.571を記録していた。しかし、アメリカの親族に不幸があり、9月18日に登録を抹消され、緊急帰国となった。その後、10月3日に再来日、同19日に一軍復帰を果たし、レギュラーシーズンでは最終的に72試合に出場して打率.234、4本塁打、23打点を記録。代打打率.429と勝負強さを見せ、チームの25年ぶりとなるリーグ優勝に貢献した。東京ヤクルトスワローズとの日本シリーズでは第1戦で2点を追う9回裏に代打で出場してスコット・マクガフから四球を選び、逆転サヨナラ勝ちを演出。さらに1勝3敗と王手をかけられ、後がない状況で迎えた第5戦でも同点の9回表に代打で出場し、マクガフから決勝点となる勝ち越しのソロ本塁打を放った。このソロ本塁打がジョーンズの選手最後の本塁打であり、安打となった。
2023年8月に現役引退を表明し、9月16日に古巣のオリオールズと1日契約を結んで引退セレモニーを行った。

## 選手としての特徴
ボルチモア・オリオールズに2008年から2019年までの11年間在籍し、球団記録上位に名を連ねている。
主な打撃記録としては、
- 1781安打（球団5位）
- 263本塁打（球団5位）
- 866打点（球団6位）
- 595長打（球団5位）

などがある。
また、守備面でも、中堅手としてイニング数が球団歴代1位で、試合数や刺殺、補殺、ゴールドグラブ賞受賞数はすべて球団歴代2位である。
2012年途中に翌年以降2018年までの契約を結び直したが、この際の契約金額は出来高を含めて1億ドル規模で当時の球団史上最高額の大型長期契約だった。
プロ野球所属時は「日本人投手の」フォークボールに手を焼いたという。オリックス退団後の2021年12月に出演したポッドキャスト番組では「私が日本で本塁打を打てる投手はアメリカ人だけだったと思う。フォークは全く打てない。頑張ったけど無理だった」「アメリカ人が相手ならなぜか打てたんだ。95～96マイルは打てる、球速は気にならない。でもフォークは無理だ」と、笑い混じりに明かしたという。

## 人物
クインティン・ベリーとは7歳からの幼馴染で、モース高等学校までチームメイトでもあった。クインティンの結婚式では新郎の介添人を務めた。
左肩に「人生で最も大切な女性」とする自身の母親と祖母のタトゥーを入れており、本塁打を打った時は必ず左肩を軽く叩いている。
オリオールズ時代からこだわる背番号「10」は、チッパー・ジョーンズを尊敬しているため。ジョーンズは「1995年（10歳）かな。おじに連れられて野球を見に行った時、ジョーンズという名前が一緒で、写真を撮ってもらい、それから野球をするなら（彼と同じ）10番という感じになったんだ」と語っている。後に同じプロ野球選手となり、チッパーと再会。その際、彼にかけられた言葉「ベストのチームメイトであれ。最高のチームメイトであれ」を胸に刻んでいるという。
2004年にマリナーズ傘下のA級ウィスコンシン・ティンバーラトラーズでプレーしていた時に、当時9歳だったダニー・ジャンセンの家がホストファミリーだった。それから14年後の2018年8月、メジャーリーガーとなったジャンセンとジョーンズがオリオールズ戦で再会した。
滑りやすく品質が均質でないために不正行為が横行するMLBのボールに対しては、何も付けなくても滑りにくく品質も安定している日本製のボールを使用することを進言している。
現役最後の2年を過ごした日本での日々を振り返り、「日本で現役を続けられたことは素晴らしかった。日本でいい時間を過ごすことができた。あの経験が僕と家族にとって、今後の人生を形作る助けになった。世界はどれほど美しいものなのかを教えてくれた」と語っている。

### 人種差別に対して
2013年8月11日、AT&Tパークで行われたサンフランシスコ・ジャイアンツ戦で、外野を守っていた彼に向けてファンからバナナを投げ付けられたことを、自身のツイッターで明らかにした。翌日、その行為は彼に対する侮辱を意図するものではなく、大敗（2-10）に嫌気が差したものだったとして、ジャイアンツ・ファンの男性が名乗り出て謝罪した。
2016年9月12日、人種差別に抗議する目的で、NFLのような国歌斉唱中に膝をつく行動がMLBでは見られないのは「野球は白人のスポーツだから」と語り、物議を醸した。
2017年5月1日、フェンウェイ・パークでレッドソックス・ファンから人種差別的なやじを受け、ピーナッツの袋を投げ付けられた。その観客は警備員によって退場させられ、翌日、レッドソックスとボストン市長が彼とオリオールズに対し、謝罪の声明を発表した。
2020年のオリックス在籍時には日本で行われたブラック・ライヴズ・マターの抗議活動に「黒人の命は大切だ」「アメリカで黒人であることが死刑宣告であってはならない」と日本語で書かれたプラカードを持って参加した。

## 詳細情報

### 年度別打撃成績
| 年 度     | 球 団      | 試 合 | 打 席 | 打 数 | 得 点 | 安 打 | 二 塁 打 | 三 塁 打 | 本 塁 打 | 塁 打 | 打 点 | 盗 塁 | 盗 塁 死 | 犠 打 | 犠 飛 | 四 球 | 敬 遠 | 死 球 | 三 振 | 併 殺 打 | 打 率 | 出 塁 率 | 長 打 率 | O P S |
| --------- | ---------- | ----- | ----- | ----- | ----- | ----- | -------- | -------- | -------- | ----- | ----- | ----- | -------- | ----- | ----- | ----- | ----- | ----- | ----- | -------- | ----- | -------- | -------- | ----- |
| 2006      | SEA        | 32    | 76    | 74    | 6     | 16    | 4        | 0        | 1        | 23    | 8     | 3     | 1        | 0     | 0     | 2     | 0     | 0     | 22    | 3        | .216  | .237     | .311     | .548  |
| 2007      | SEA        | 41    | 71    | 65    | 16    | 16    | 2        | 1        | 2        | 26    | 4     | 2     | 1        | 1     | 0     | 4     | 0     | 1     | 21    | 0        | .246  | .300     | .400     | .700  |
| 2008      | BAL        | 132   | 514   | 477   | 61    | 129   | 21       | 7        | 9        | 191   | 57    | 10    | 3        | 2     | 5     | 23    | 0     | 7     | 108   | 12       | .270  | .311     | .400     | .711  |
| 2009      | BAL        | 119   | 519   | 473   | 83    | 131   | 22       | 3        | 19       | 216   | 70    | 10    | 4        | 0     | 3     | 36    | 3     | 7     | 93    | 13       | .277  | .335     | .457     | .792  |
| 2010      | BAL        | 149   | 621   | 581   | 76    | 165   | 25       | 5        | 19       | 257   | 69    | 7     | 7        | 2     | 2     | 23    | 1     | 13    | 119   | 17       | .284  | .325     | .442     | .767  |
| 2011      | BAL        | 151   | 618   | 567   | 68    | 159   | 26       | 2        | 25       | 264   | 83    | 12    | 4        | 1     | 12    | 29    | 2     | 9     | 113   | 16       | .280  | .319     | .466     | .785  |
| 2012      | BAL        | 162   | 697   | 648   | 103   | 186   | 39       | 3        | 32       | 327   | 82    | 16    | 7        | 0     | 2     | 34    | 0     | 13    | 126   | 15       | .287  | .334     | .505     | .839  |
| 2013      | BAL        | 160   | 689   | 653   | 100   | 186   | 35       | 1        | 33       | 322   | 108   | 14    | 3        | 0     | 3     | 25    | 4     | 8     | 136   | 15       | .285  | .318     | .493     | .811  |
| 2014      | BAL        | 159   | 682   | 644   | 88    | 181   | 30       | 2        | 29       | 302   | 96    | 7     | 1        | 0     | 7     | 19    | 1     | 12    | 133   | 11       | .281  | .311     | .469     | .780  |
| 2015      | BAL        | 137   | 581   | 546   | 74    | 147   | 25       | 3        | 27       | 259   | 82    | 3     | 1        | 0     | 3     | 24    | 3     | 8     | 102   | 21       | .269  | .308     | .474     | .782  |
| 2016      | BAL        | 152   | 672   | 619   | 86    | 164   | 19       | 0        | 29       | 270   | 83    | 2     | 0        | 1     | 8     | 39    | 2     | 5     | 115   | 13       | .265  | .310     | .436     | .746  |
| 2017      | BAL        | 147   | 635   | 597   | 82    | 170   | 28       | 1        | 26       | 278   | 73    | 2     | 1        | 1     | 3     | 27    | 1     | 7     | 113   | 18       | .285  | .322     | .466     | .787  |
| 2018      | BAL        | 145   | 613   | 580   | 54    | 163   | 35       | 0        | 15       | 243   | 63    | 7     | 1        | 0     | 4     | 24    | 1     | 5     | 93    | 21       | .281  | .313     | .419     | .732  |
| 2019      | ARI        | 137   | 528   | 485   | 66    | 126   | 25       | 1        | 16       | 201   | 67    | 2     | 1        | 0     | 3     | 31    | 2     | 8     | 101   | 15       | .260  | .313     | .414     | .728  |
| 2020      | オリックス | 87    | 338   | 302   | 29    | 78    | 12       | 0        | 12       | 126   | 43    | 1     | 0        | 0     | 2     | 32    | 0     | 2     | 66    | 9        | .258  | .331     | .417     | .749  |
| 2021      | オリックス | 72    | 180   | 154   | 10    | 36    | 4        | 0        | 4        | 52    | 23    | 0     | 0        | 0     | 1     | 22    | 1     | 3     | 35    | 7        | .234  | .339     | .338     | .677  |
| MLB：14年 | MLB：14年  | 1823  | 7516  | 7009  | 963   | 1939  | 336      | 29       | 282      | 3179  | 945   | 97    | 35       | 8     | 55    | 340   | 20    | 103   | 1395  | 190      | .277  | .317     | .454     | .771  |
| NPB：2年  | NPB：2年   | 159   | 518   | 456   | 39    | 114   | 16       | 0        | 16       | 178   | 66    | 1     | 0        | 0     | 3     | 54    | 1     | 5     | 101   | 16       | .250  | .334     | .390     | .724  |

- 2021年度シーズン終了時
- 各年度の太字はリーグ最高

### WBCでの打撃成績
| 年 度 | 代 表          | 試 合 | 打 席 | 打 数 | 得 点 | 安 打 | 二 塁 打 | 三 塁 打 | 本 塁 打 | 塁 打 | 打 点 | 盗 塁 | 盗 塁 死 | 犠 飛 | 四 球 | 敬 遠 | 死 球 | 三 振 | 併 殺 打 | 打 率 | 出 塁 率 | 長 打 率 |
| ----- | -------------- | ----- | ----- | ----- | ----- | ----- | -------- | -------- | -------- | ----- | ----- | ----- | -------- | ----- | ----- | ----- | ----- | ----- | -------- | ----- | -------- | -------- |
| 2013  | アメリカ合衆国 | 6     | 26    | 22    | 2     | 4     | 1        | 0        | 0        | 5     | 4     | 2     | 0        | 1     | 2     | 0     | 0     | 6     | 0        | .182  | .240     | .227     |
| 2017  | アメリカ合衆国 | 8     | 37    | 35    | 4     | 7     | 2        | 0        | 2        | 15    | 5     | 0     | 1        | 0     | 2     | 0     | 0     | 6     | 2        | .200  | .243     | .429     |

### 年度別打撃成績所属リーグ内順位
| 年 度 | 年 齢 | リ ｜ グ   | 打 率 | 安 打 | 二 塁 打 | 三 塁 打 | 本 塁 打 | 打 点 | 盗 塁 | 出 塁 率 |
| ----- | ----- | ---------- | ----- | ----- | -------- | -------- | -------- | ----- | ----- | -------- |
| 2006  | 21    | ア・リーグ | -     | -     | -        | -        | -        | -     | -     | -        |
| 2007  | 22    | ア・リーグ | -     | -     | -        | -        | -        | -     | -     | -        |
| 2008  | 23    | ア・リーグ | -     | -     | -        | 6位      | -        | -     | -     | -        |
| 2009  | 24    | ア・リーグ | -     | -     | -        | -        | -        | -     | -     | -        |
| 2010  | 25    | ア・リーグ | -     | -     | -        | 9位      | -        | -     | -     | -        |
| 2011  | 26    | ア・リーグ | -     | -     | -        | -        | -        | -     | -     | -        |
| 2012  | 27    | ア・リーグ | -     | 7位   | 8位      | -        | 10位     | -     | -     | -        |
| 2013  | 28    | ア・リーグ | -     | 8位   | -        | -        | 6位      | 3位   | -     | -        |
| 2014  | 29    | ア・リーグ | -     | 7位   | -        | -        | 9位      | -     | -     | -        |
| 2015  | 30    | ア・リーグ | -     | -     | -        | -        | -        | -     | -     | -        |
| 2016  | 31    | ア・リーグ | -     | -     | -        | -        | -        | -     | -     | -        |
| 2017  | 32    | ア・リーグ | -     | -     | -        | -        | -        | -     | -     | -        |
| 2018  | 33    | ア・リーグ | -     | -     | -        | -        | -        | -     | -     | -        |
| 2019  | 34    | ナ・リーグ | -     | -     | -        | -        | -        | -     | -     | -        |
| 2020  | 35    | パ・リーグ | -     | -     | -        | -        | -        | -     | -     | -        |
| 2021  | 36    | パ・リーグ | -     | -     | -        | -        | -        | -     | -     | -        |

- 太字年度は規定打席到達年度
- -は10位未満（打率は規定打席未到達の場合も-と表記）

### 年度別守備成績
| 年 度 | 球 団      | 中堅（CF） | 中堅（CF） | 中堅（CF） | 中堅（CF） | 中堅（CF） | 中堅（CF） | 左翼（LF） | 左翼（LF） | 左翼（LF） | 左翼（LF） | 左翼（LF） | 左翼（LF） | 右翼（RF） | 右翼（RF） | 右翼（RF） | 右翼（RF） | 右翼（RF） | 右翼（RF） | 外野（OF） | 外野（OF） | 外野（OF） | 外野（OF） | 外野（OF） | 外野（OF） |
| 年 度 | 球 団      | 試 合      | 刺 殺      | 補 殺      | 失 策      | 併 殺      | 守 備 率   | 試 合      | 刺 殺      | 補 殺      | 失 策      | 併 殺      | 守 備 率   | 試 合      | 刺 殺      | 補 殺      | 失 策      | 併 殺      | 守 備 率   | 試 合      | 刺 殺      | 補 殺      | 失 策      | 併 殺      | 守 備 率   |
| ----- | ---------- | ---------- | ---------- | ---------- | ---------- | ---------- | ---------- | ---------- | ---------- | ---------- | ---------- | ---------- | ---------- | ---------- | ---------- | ---------- | ---------- | ---------- | ---------- | ---------- | ---------- | ---------- | ---------- | ---------- | ---------- |
| 2006  | SEA        | 26         | 67         | 5          | 3          | 1          | .960       | -          | -          | -          | -          | -          | -          | -          | -          | -          | -          | -          | -          | 26         | 67         | 5          | 3          | 1          | .960       |
| 2007  | SEA        | 7          | 10         | 0          | 1          | 0          | .909       | 26         | 24         | 2          | 1          | 1          | .963       | 6          | 5          | 0          | 0          | 0          | 1.000      | 39         | 39         | 2          | 2          | 1          | .953       |
| 2008  | BAL        | 129        | 336        | 4          | 3          | 1          | .991       | -          | -          | -          | -          | -          | -          | -          | -          | -          | -          | -          | -          | 129        | 336        | 4          | 3          | 1          | .991       |
| 2009  | BAL        | 118        | 349        | 9          | 5          | 1          | .986       | -          | -          | -          | -          | -          | -          | -          | -          | -          | -          | -          | -          | 118        | 349        | 9          | 5          | 1          | .986       |
| 2010  | BAL        | 149        | 422        | 12         | 7          | 6          | .984       | -          | -          | -          | -          | -          | -          | -          | -          | -          | -          | -          | -          | 149        | 422        | 12         | 7          | 6          | .984       |
| 2011  | BAL        | 148        | 379        | 16         | 8          | 5          | .980       | -          | -          | -          | -          | -          | -          | -          | -          | -          | -          | -          | -          | 148        | 379        | 16         | 8          | 5          | .980       |
| 2012  | BAL        | 162        | 439        | 7          | 8          | 0          | .982       | -          | -          | -          | -          | -          | -          | -          | -          | -          | -          | -          | -          | 162        | 439        | 7          | 8          | 0          | .982       |
| 2013  | BAL        | 156        | 352        | 11         | 2          | 0          | .995       | -          | -          | -          | -          | -          | -          | -          | -          | -          | -          | -          | -          | 156        | 352        | 11         | 2          | 0          | .995       |
| 2014  | BAL        | 155        | 374        | 7          | 6          | 3          | .984       | -          | -          | -          | -          | -          | -          | -          | -          | -          | -          | -          | -          | 155        | 374        | 7          | 6          | 3          | .984       |
| 2015  | BAL        | 134        | 317        | 13         | 3          | 4          | .991       | -          | -          | -          | -          | -          | -          | -          | -          | -          | -          | -          | -          | 134        | 317        | 13         | 3          | 4          | .991       |
| 2016  | BAL        | 152        | 349        | 4          | 2          | 1          | .994       | -          | -          | -          | -          | -          | -          | -          | -          | -          | -          | -          | -          | 152        | 349        | 4          | 2          | 1          | .994       |
| 2017  | BAL        | 147        | 331        | 5          | 5          | 1          | .985       | -          | -          | -          | -          | -          | -          | -          | -          | -          | -          | -          | -          | 147        | 331        | 5          | 5          | 1          | .985       |
| 2018  | BAL        | 106        | 237        | 3          | 3          | 1          | .988       | 2          | 3          | 0          | 0          | 0          | 1.000      | 33         | 69         | 2          | 1          | 1          | .986       | 141        | 309        | 5          | 4          | 2          | .987       |
| 2019  | ARI        | 1          | 2          | 0          | 0          | 0          | 1.000      | -          | -          | -          | -          | -          | -          | 130        | 207        | 2          | 6          | 0          | .972       | 131        | 209        | 2          | 6          | 0          | .972       |
| 2020  | オリックス | -          | -          | -          | -          | -          | -          | -          | -          | -          | -          | -          | -          | -          | -          | -          | -          | -          | -          | 27         | 34         | 0          | 1          | 0          | .971       |
| MLB   | MLB        | 1590       | 3964       | 96         | 56         | 24         | .986       | 28         | 27         | 2          | 1          | 1          | .967       | 169        | 281        | 4          | 7          | 1          | .976       | 1787       | 4272       | 102        | 64         | 26         | .986       |
| NPB   | NPB        | -          | -          | -          | -          | -          | -          | -          | -          | -          | -          | -          | -          | -          | -          | -          | -          | -          | -          | 27         | 34         | 0          | 1          | 0          | .971       |

- 2021年度シーズン終了時
- 各年度の太字年はゴールドグラブ賞受賞

### 表彰
MLB
- シルバースラッガー賞（外野手部門）：1回（2013年）
- ゴールドグラブ賞：4回（2009年、2012年 - 2014年）
- プレイヤー・オブ・ザ・ウィーク：1回（2014年7月7日）

### 記録

#### MLB
- MLBオールスターゲーム選出：5回（2009年、2012年 - 2015年）

#### NPB
初記録
- 初出場・初先発出場：2020年6月19日、対東北楽天ゴールデンイーグルス1回戦（京セラドーム大阪）、「4番・右翼手」で先発出場
- 初打席：同上、2回裏に則本昂大から遊撃ゴロ
- 初安打：2020年6月20日、対東北楽天ゴールデンイーグルス2回戦（京セラドーム大阪）、3回裏に松井裕樹から左前安打
- 初打点・初本塁打：2020年6月23日、対千葉ロッテマリーンズ1回戦（ZOZOマリンスタジアム）、5回表に二木康太から中越ソロ
- 初盗塁：2020年7月25日、対東北楽天ゴールデンイーグルス8回戦（楽天生命パーク宮城）、1回表に二盗（投手：塩見貴洋、捕手：足立祐一）

#### MLB/NPB通算
節目の記録
- 2000安打：2020年9月10日、対埼玉西武ライオンズ15回戦（メットライフドーム）、5回表に武隈祥太から左中間二塁打[66]
- 1000打点：2021年6月29日、対千葉ロッテマリーンズ12回戦（京セラドーム大阪）、7回裏に紅林弘太郎の代打で出場、フランク・ハーマンから左前適時打

### 背番号
- 25（2006年 - 2007年）
- 10（2008年 - 2021年）

### 代表歴
- 2013 ワールド・ベースボール・クラシック・アメリカ合衆国代表
- 2017 ワールド・ベースボール・クラシック・アメリカ合衆国代表